# Diane Warren
Diane Eve Warren (Van Nuys, 7 settembre 1956) è una compositrice statunitense.
È tra le più importanti compositrici dell'industria musicale, la prima ad aver avuto sette suoi brani in classifica contemporaneamente; i suoi brani sono presenti nelle colonne sonore di più di 70 film e per tali motivi è soprannominata Queen of the Ballad.
Dal 2001 è parte della Songwriters Hall of Fame ed in tutta la sua carriera ha vinto, tra i più importanti, un Grammy Award, un Emmy Award, due Golden Globe, quattro Satellite Award e un Nastro d'argento, oltre ad aver ricevuto 16 nomination ai Premi Oscar, senza mai l'assegnazione del premio. Tuttavia le è stato assegnato l’Oscar alla carriera nel 2023.
Tra i suoi più grandi successi, si ricordano Because You Loved Me di Céline Dion, I Don't Want to Miss a Thing degli Aerosmith, There You'll Be di Faith Hill e Un-Break My Heart di Toni Braxton. Ha scritto inoltre per alcune voci italiane: Giorgia, Daniela Pedali, Alexia, Il Volo e Laura Pausini.

## Biografia
Diane Warren nasce il 7 settembre 1956 a Van Nuys. Ha dichiarato di aver avuto un'adolescenza complicata, nella quale solo il padre le è stato vicino, infatti a lui ha dedicato il brano Because You Loved Me, affidato alla voce di Céline Dion.
Le sue canzoni sono quasi tutte brani romantici, anche se lei non è mai stata sposata e ha dichiarato di non essere mai stata innamorata.
Il suo primo successo è stato Solitaire di Laura Branigan, mentre la canzone If I Could Turn Back Time del 1989, cantata e resa famosa da Cher, è considerata il suo più grande successo.
Nel 1999 ha scritto la musica di Parlami d'amore per la cantante italiana soul Giorgia.
Ha lavorato con Ashanti al suo nuovo album, uscito a giugno 2008, Lenny Kravitz, Jennifer Hudson, Elliott Yamin, Whitney Houston, David Archuleta e con la pop star greca Anna Vissi. Il 16 gennaio 2011 ha vinto il Golden Globe per la migliore canzone originale con You Haven't Seen the Last of Me, interpretata da Cher nel film Burlesque; il 28 febbraio 2021, ha vinto il suo secondo Golden Globe per Io sì (Seen), interpretata da Laura Pausini e scritta insieme alla Pausini e Niccolò Agliardi per il film La vita davanti a sé.
Ha lavorato con il gruppo italiano Il Volo, scrivendo per loro diversi inediti pubblicati nei primi due album del trio.
Nel 2016 ha scritto insieme a Lady Gaga Til It Happens to You, cantata da Gaga stessa, la quale ha ricevuto una nomination ai Grammy Awards, agli Oscar e agli Emmy Awards, vincendo l'ultimo premio citato. Nel 2021 pubblica l'album Diane Warren: The Cave Season, Vol. 1, che include canzoni composte da lei e interpretate da un grande numero di artisti, tra cui Céline Dion, Santana, Rita Ora, Leona Lewis e John Legend.
Nel 2023 viene annunciata la sua partecipazione al musical teatrale tratto dal film Burlesque nelle vesti di produttrice di musica inedita.

## Riconoscimenti
- Premio Oscar
  - 1988 - Candidatura alla miglior canzone (Nothing's Gonna Stop Us Now) per Mannequin
  - 1997 - Candidatura alla miglior canzone (Because You Loved Me) per Qualcosa di personale
  - 1998 - Candidatura alla miglior canzone (How Do I Live) per Con Air
  - 1999 - Candidatura alla miglior canzone (I Don't Want to Miss a Thing) per Armageddon - Giudizio finale
  - 2000 - Candidatura alla miglior canzone (Music of My Heart) per La musica del cuore
  - 2002 - Candidatura alla miglior canzone (There You'll Be) per Pearl Harbor
  - 2015 - Candidatura alla miglior canzone (Grateful) per Beyond the Lights - Trova la tua voce
  - 2016 - Candidatura alla miglior canzone (Til It Happens To You) per The Hunting Ground
  - 2018 - Candidatura alla miglior canzone (Stand Up For Somethin) per Marcia per la libertà
  - 2019 - Candidatura alla miglior canzone (I'll Fight) per Alla corte di Ruth - RBG
  - 2020 - Candidatura alla miglior canzone (I'm Standing with You) per Atto di fede
  - 2021 - Candidatura alla miglior canzone (Io sì (Seen)) per La vita davanti a sé
  - 2022 - Candidatura alla miglior canzone (Somehow You Do) per Quattro buone giornate
  - 2023 - Oscar onorario
  - 2023 - Candidatura alla miglior canzone (Applause) per Tell It Like a Woman
  - 2024 - Candidatura alla miglior canzone (The Fire Inside) per Flamin' Hot
  - 2025 - Candidatura alla miglior canzone (The Journey) per The Six Triple Eight

- Golden Globe
  - 1986 - Candidatura alla miglior canzone originale (Rhythm of the night) per L'ultimo drago
  - 1988 - Candidatura alla miglior canzone originale (Nothing's Gonna Stop Us Now) per Mannequin
  - 1997 - Candidatura alla miglior canzone originale (Because You Loved Me) per Qualcosa di personale
  - 2002 - Candidatura alla miglior canzone originale (There You'll Be) per Pearl Harbor
  - 2011 - Miglior canzone originale (You Haven't Seen the Last of Me) per Burlesque
  - 2021 - Miglior canzone originale (Io sì (Seen)) per La vita davanti a sé

- Grammy Award
  - 1985 - Candidatura al miglior album di una colonna sonora per un film o uno speciale televisivo per Ghostbusters - Acchiappafantasmi
  - 1988 - Candidatura alla miglior canzone scritta per un film, televisione o altri media audio-visivi (Nothing's Gonna Stop Us Now) per Mannequin
  - 1997 - Miglior canzone scritta per un film, televisione o altri media audio-visivi (Because You Loved Me) per Qualcosa di personale
  - 1998 - Candidatura alla miglior canzone scritta per un film, televisione o altri media audio-visivi (How Do I Live) per Con Air
  - 1999 - Candidatura alla miglior canzone scritta per un film, televisione o altri media audio-visivi (I Don't Want to Miss a Thing) per Armageddon - Giudizio finale
  - 1999 - Candidatura alla canzone dell'anno per I Don't Want to Miss a Thing
  - 2000 - Candidatura alla miglior canzone scritta per un film, televisione o altri media audio-visivi (Music of My Heart) per La musica del cuore
  - 2002 - Candidatura alla miglior canzone scritta per un film, televisione o altri media audio-visivi (There You'll Be) per Pearl Harbor
  - 2012 - Candidatura alla miglior canzone scritta per un film, televisione o altri media audio-visivi (You Haven't Seen the Last of Me) per Burlesque
  - 2012 - Candidatura alla miglior canzone scritta per un film, televisione o altri media audio-visivi (Born to be Somebody) per Justin Bieber: Never Say Never
  - 2014 - Candidatura alla miglior canzone scritta per un film, televisione o altri media audio-visivi (Silver Lining) per Il lato positivo - Silver Linings Playbook
  - 2016 - Candidatura alla miglior canzone scritta per un film, televisione o altri media audio-visivi (Til It Happens to You) per The Hunting Ground

- Emmy Awards
  - 2016 - Miglior canzone e testo originali (Til It Happens to You) per The Hunting Ground

- Nastro d'argento
  - 2021 - Miglior canzone originale (Io sì (Seen)) per La vita davanti a sé

- Satellite Award
  - 1999 - Miglior canzone originale (I Don't Want to Miss a Thing) per Armageddon - Giudizio finale
  - 2002 - Candidatura alla miglior canzone originale (There You'll Be) per Pearl Harbor
  - 2007 - Candidatura alla miglior canzone originale (Do You Feel Me) per American Gangster
  - 2010 - Miglior canzone originale (You Haven't Seen the Last of Me) per Burlesque
  - 2016 - Miglior canzone originale (Til It Happens To You) per The Hunting Ground
  - 2021 - Miglior canzone originale (Io sì (Seen)) per La vita davanti a sé

- Critics' Choice Awards
  - 2021 - Candidatura alla miglior canzone (Io sì (Seen)) per La vita davanti a sé

- David di Donatello
  - 2021 - Candidatura alla migliore canzone originale (Io sì (Seen)) per La vita davanti a sé

### Altri premi e riconoscimenti
- Palm Springs International Film Festival's (PSIFF) Frederick Loewe Music Award (2011)
- Women in Film Crystal Award con Lauren Shuler Donner e Jennifer Lopez (2006)[2]
- Hollywood Film Festival Outstanding Achievement in Songwriting (2001)
- Billboard Music Award Songwriter of Year (1997, 1998, 1999)
- The Hollywood Reporter and Billboard's Inaugural Film & TV Music Career Achievement Award (2008)
- Hollywood Walk of Fame Star (2001)
- Songwriters Hall of Fame (2001)

## Discografia

### Album in studio
- 2021 – Diane Warren: The Cave Season, Vol. 1

### Raccolte
- 2004 – Diane Warren Presents Love Songs

## Alcune delle canzoni scritte da Diane Warren

### A
- A Heart Can Only Be So Strong, incisa da Michael Bolton.
- A Hundred Oceans, incisa da Innosense.
- A Smile Like Yours, incisa da Natalie Cole.
- A Time For Letting Go, incisa da Michael Bolton.
- After Tonight, scritta con Mariah Carey e David Foster, incisa da Mariah Carey.
- All I Want Is Forever, incisa da Regina Belle e James Taylor, poi da Johnny Mathis.
- All My Tomorrows, incisa da Kenny Lattimore.
- All The Way To Heaven, incisa da Jody Watley.
- All Your Attention, incisa da Daniel Bedingfield.
- Any Other Fool, incisa da Sadao Watanabe e Patti Austin, poi da Dusty Springfield.
- Are You Gonna Be There, incisa da 'N Sync.
- Are You Gonna Throw It All Away, incisa da Agnetha Fältskog (scritta con Albert Hammond)
- As Long As I Can Dream, scritta con Roy Orbison, incisa da Exposé, poi da Debelah Morgan.

### B
- Baby Be There, incisa da Atlantic Starr, EYC, Caught in the Act e Nu Flavor.
- Baby I Would,, incisa da O-Town.
- Be A Little Easy On Me, incisa da Charles & Eddie.
- Because You Loved Me, incisa da Céline Dion, poi da Johnny Mathis, Michael Ball, Ana Laura, Gloria Estefan, Clay Aiken e Alexander O'Neal, dal film Qualcosa di personale (vincitrice del Grammy Award e nominata agli Oscar e Golden Globe)
- Bed of Nails, scritta con Alice Cooper e Desmond Child, incisa da Alice Cooper, poi da Children of Bodom.
- Blame It On The Rain, incisa da Milli Vanilli, poi da Sam Moore e Fantasia.
- Blue Eyes Blue, incisa da Eric Clapton, dal film Se scappi ti sposo.
- Body To Body, Heart To Heart, incisa da Cher.
- Born To Be Somebody, incisa da Justin Bieber.
- Borrowed Angels, incisa da Kristin Chenoweth.
- Break, incisa da Frankie J.
- Breaking Apart, incisa da Chris Isaak.
- Breaking Out, incisa da Laura Branigan.
- Bruised But Not Broken, incisa da Joss Stone.
- But I Do Love You, incisa da LeAnn Rimes, dal film Le ragazze del Coyote Ugly
- By The Time This Night Is Over, incisa da Kenny G. con Peabo Bryson, poi da Johnny Mathis.
- Boardwalk Baby, incisa da Eddie Money poi da Eric Carmen.

### C
- Call Me Gone, incisa da Patti LaBelle.
- Call Out To Me, incisa da Kathy Troccoli.
- Can I Come Over?, incisa da Take 5, poi da 7 Mile e South African Coca Cola popstars 101.
- Can't Fight the Moonlight, incisa da LeAnn Rimes, dal film Le ragazze del Coyote Ugly.
- Can't Get You Out Of My Heart, incisa da Kathy Troccoli, poi da Robin Beck.
- Can't Remember A Time, incisa da Kris Dayanti.
- Can't Stop My Heart From Loving You (The Rain Song), incisa da Aaron Neville, poi da Richie Stephens e 2Be3.
- Can't Take That Away (Mariah's Theme), scritta con Mariah Carey, incisa da Mariah Carey.
- Careless Heart, scritta con Roy Orbison e Albert Hammond, incisa da Roy Orbison, poi da Bonnie Tyler.
- Catch The Tears, incisa da Russell Watson.
- Chasin' The Wind, incisa dai Chicago.
- "Christmas Through Your Eyes" scritta con Gloria Estefan, incisa da Gloria Estefan.
- Come On Down, incisa da TLC.
- Commitment Of The Heart, incisa da Clive Griffin, poi da Jonathan Pierce.
- Completely, incisa da Michael Bolton, poi da Diamond Rio.
- Cost Of Love, incisa da Cosima De Vito.
- Could I Have This Kiss Forever, incisa da Enrique Iglesias e Whitney Houston.
- Couldn't We, incisa da Deborah Cox.
- Cruel Nights, incisa da Heart.
- Cry Over Me, incisa da Meat Loaf.

### D
- Deeper Than A River, incisa da Olivia Newton-John.
- Desire, incisa da Joan Jett.
- Destiny, scritta con Lawrence Dermer, Gloria Estefan e Emilio Estefan, Jr., incisa da Gloria Estefan.
- Devil's Got A New Disguise, incisa da Aerosmith.
- Divine Intervention, incisa da Backstreet Boys e Liberty X.
- Do You Feel Me, incisa da Anthony Hamilton.
- Do You Know The Way It Feels, incisa da Alesha Dixon.
- Does Anybody Really Fall In Love Anymore, incisa da Cher, poi da Kane Roberts.
- Don't Come Cryin' To Me, incisa da Fiona, poi da Cher.
- Don't Look At Me That Way, incisa da Chaka Khan.
- Don't Lose Any Sleep, incisa da Starship, John Waite e Robin Beck.
- Don't Make Me Live Without You, incisa da No Mercy.
- "Don't Need You To (Tell Me I'm Pretty), incisa da Samantha Mumba per il film Legally Blonde, poi da Carnie Wilson e Natasha Thomas col titolo "I Don't Need You To".
- Don't Take Away My Heaven, incisa da Aaron Neville, poi da Johnny Mathis.
- Don't Turn Around, scritta con Albert Hammond, incisa da Tina Turner, Jeff Scott Soto, Flying Pickets, Aswad, Bonnie Tyler, Neil Diamond, Luther Ingram e Ace of Base.
- Don't You Love Me Anymore scritta con Albert Hammond, incisa da Joe Cocker, poi da Bill Medley.
- Dream Away, incisa da Babyface e Lisa Stansfield.

### E
- Emotional Fire, incisa da Cher.
- Every Road Leads Back To You, incisa da Bette Midler, dal film "For The Boys", poi da Keali'i Reichel.
- Everything Changes, incisa da Kathy Troccoli.
- Exceptional, incisa da JoJo.
- Explain It To My Heart, incisa dai Chicago.
- Eyes Of A Fool, incisa da Jon Secada, in spagnolo "Ciego De Amor".

### F
- Feels Like Forever, scritta con Bryan Adams, incisa da Joe Cocker.
- Feels Like Home, incisa da LeAnn Rimes.
- For You I Will, incisa da Monica per il film Space Jam, poi da Tata Young.
- Forever Isn't Long Enough, incisa da Michael Bolton.
- From Loving You, incisa da Mandy Moore.
- From Te Heart, incisa da Another Level, dal film Notting Hill e Elaine Paige.
- Faith of the heart, colonna sonora della serie Star Trek: Enterprise

### G
- Get A Hold Of My Heart, incisa da The Smithereens
- Get Me Over You, scritta con Jon Secada e Miguel A. Morejon, incisa da Jon Secada, in spagnolo "Cómo Olvidarte".
- Ghost Town, scritta con Rick Nielsen, incisa da Cheap Trick.
- Give A Little Love, incisa da Bucks Fizz, Aswad, poi da Ziggy Marley.
- Give Me You, incisa da Mary J. Blige.
- Give Our Love A Fightin' Chance, incisa da Cher.
- Givin' Yourself Away, scritta con Desmond Child e Stephen Pearcy, incisa da Ratt.
- Good Girl's Gone Bad, incisa da Booty Luv.
- Grateful, incisa da Rita Ora, dal film Beyond the Lights.

### H
- Have You Ever?, incisa da Brandy, poi da Westlife.
- Heart Don't Change My Mind, incisa da Barbra Streisand poi da Diana Ross, Glenn Medeiros, José Feliciano, Elaine Paige.
- Heart With Your Name On It, incisa da Gloria Estefan.
- Heartbreak Of Love, incisa da Dionne Warwick.
- Here In My Heart, incisa da Tiffany, Scorpions e René Froger.
- Here's to the nights scritta con Ringo Starr e incisa da Ringo Starr
- Hot Night, incisa da Laura Branigan.
- How Do I Live, incisa da LeAnn Rimes e Trisha Yearwood (dal film Con Air), poi da Johnny Logan, Carmen Rasmusen e Patty Judd.
- How Can We Be Lovers, incisa da Michael Bolton.
- How Many Times, How Many Lies, incisa da Pussycat Dolls.
- Hurt, incisa da Jeanette.

### I
- I Am, incisa da Hilary Duff, poi da Die Happy.
- I Belong To Me, incisa da Jessica Simpson.
- I Bow Out, incisa da Whitney Houston.
- I Bring You to My Senses, incisa da Il Volo.
- I Can't Change The Way You Don't Feel, incisa da Tommy Page e Aaron Neville.
- I Could Be Good For You, incisa da Taylor Dayne.
- I Could Not Ask For More, incisa da Edwin McCain e Sara Evans.
- I Couldn't Say Goodbye, incisa da Tom Jones.
- I Count The Minutes, incisa da Ricky Martin, Clive Griffin e Natural.
- I Cried My Last Tear Last Night, incisa da Lisa Stansfield.
- I Decide, incisa da Lindsay Lohan,
- I Did It For You, incisa da Westlife.
- I Don't Know How I Got By, incisa da Edwin McCain, poi da Jake Simpson, Russell Watson e Travis Tritt.
- I Didn't Want to Need You, incisa da Heart.
- I Don't Wanna Live Without Your Love, incisa daiChicago.
- I Don't Wanna Smile, incisa da Total.
- I Don't Want To Be Your Friend, incisa da Cyndi Lauper, Nina Girado, Dominique van Hulst, Desmond Child.
- I Don't Want to Miss a Thing, incisa da Aerosmith, dal film Armageddon poi da Mark Chesnutt, Michael Ball, Engelbert Humperdinck, Heinz Winckler, Lorena, David Cook.
- I Feel Beautiful, incisa da Fantasia.
- I Get Weak, incisa da Belinda Carlisle.
- I Hear Your Voice, incisa da Lionel Richie.
- I Just Wanna Cry, incisa da Cosima De Vito.
- I Keep Hoping, incisa da Tommy Page.
- I Know You Too Well, scritta con Gloria Estefan incisa da Gloria Estefan.
- I Learned From The Best, incisa da Whitney Houston.
- I Love You, Goodbye,, incisa da Céline Dion, poi da Barratt Waugh e Nina Girado
- I Miss You Like Mad, incisa da Tyrese.
- I Promise, incisa da Stacie Orrico.
- I See You In A Different Light, incisa da Chanté Moore e Jo-Jo Hailey.
- I Tried, incisa da Jeff Healey. In francese, Sans Toi⁹, incisa da Patricia Kaas.
- I Turn to You, incisa da All-4-One, poi da Christina Aguilera, Jonathan Pierce e Jennifer Day.
- I Wanna Be The Rain, incisa da RBD. in spagnolo, "Quisera Ser".
- (I Wanna) Feel Too Much, incisa da Travis Tritt.
- I Wanna Get Back With You, incisa da Mary Griffin, poi da Tom Jones con Tori Amos.
- I Wanna Touch U There, incisa da Sarah Connor.
- I Want It To Be Me, incisa da Alexia.
- I Want Some Of That, incisa da Sarah Connor, poi da Tata Young e TLC.
- I Want You To Need Me, incisa da Céline Dion.
- I Was Here, incisa da Beyoncé Knowles.
- I Will Be Here For You, scritta con Michael W. Smith, incisa da Michael W. Smith.
- I Will Be Right Here, incisa da All-4-One, poi da Olivia Newton-John e David Richard Campbell.
- I Will Get There, incisa da Boyz II Men, poi da J-Friends.
- I Will Learn To Love Again, incisa da Kaci.
- I Will Remember Your Smile, incisa da Jene, poi da Jamali.
- I Wish That, incisa da Bianca Ryan.
- I Would Find A Way, incisa da Big Mountain.
- I'd Lie For You (And That's The Truth), incisa da Meat Loaf con Patti Russo.
- If I Can't Have Your Love, incisa da Richie Sambora.
- If I Could Turn Back Time, incisa da Cher.
- If I Don't Tell You Now, incisa da Ronan Keating.
- If I Ever See Heaven Again, incisa da Jessica Folcker, poi da i5 e Jasmine Trias.
- If I Was A River, incisa da Tina Arena, Patti LaBelle e Ayla Brown.
- If I Was The One, incisa da Ruff Endz, poi Luther Vandross.
- If This Is The Last Kiss, incisa da Meat Loaf e Patti Russo poi Anita Cochran, col titolo Last Kiss.
- If This Time Is The Last Time, incisa da Patti Austin, poi Sandra Pires.
- If You Asked Me To, incisa da Patti LaBelle, poi da Johnny Mathis e Céline Dion
- If You Could See You (Through My Eyes), incisa da Kenny Lattimore.
- If You Loved Me, incisa da Laura Branigan.
- I'll Be, incisa da Reba McEntire.
- I'll Be Your Shelter, incisa da Taylor Dayne.
- I'll Come Runnin' , incisa da Juice, poi da Olivia Newton-John e Tina Arena.
- I'll Never Get Over You (Getting Over Me), incisa da Exposé, Jasmine Trias, M.Y.M.P. e Bellefire.
- I'll Never Not Need You, incisa da Boyzone.
- I'll Say Good-Bye For The Two Of Us, incisa da Exposé.
- I'll Still Love You More, incisa da Trisha Yearwood, poi Patti LaBelle.
- I'm By Your Side, incisa da Samantha Cole.
- I'm Getting Used To You, incisa da Selena.
- I'm Not Made Of Steel, incisa da Michael Bolton.
- I'm Not The Only One, incisa da Laura Branigan.
- I'm Still Breathing, incisa da Toni Braxton.
- It's My Time, incisa da Jade Ewen per l'Eurovision Song Contest 2009.
- In A Heartbeat, incisa da Ringo Starr.
- In The Arms Of Love, incisa da Michael Bolton, poi Jennifer Rush.
- In Walked Love, incisa da Exposé, incisa da Louise.
- Insecurious, incisa da Cyndi Lauper.
- Inside, incisa da Monica.
- Into The Night Of Blue, incisa da Ace of Base.
- Io sì (Seen), incisa da Laura Pausini.
- It All Comes Down To You, incisa da Billie Myers.
- It Isn't, It Wasn't, It Ain't Never Gonna Be, scritta con Albert Hammond, incisa da Aretha Franklin e Whitney Houston.
- It Wouldn't Be Love, incisa da Vixen.
- It's Only My Heart, incisa da Michael Bolton.
- I've Got My Heart Set On You, incisa da Patti Austin.

### J
- Just Like Jesse James, incisa da Cher.
- Just One Touch, incisa da Johnny Mathis.
- Just The Thought Of You, incisa da Tony Hadley.
- Just To Hear You Say That You Love Me, incisa da Faith Hill e Tim McGraw, poi Chynna Phillips.

### K
- Kiss My Kisses Goodbye, incisa da Glennis Grace.
- Kiss The Tears Away, incisa da Stevie B.

### L
- La Luna Hizo Esto, incisa da Il Volo.
- Language Of Love, incisa da Gloria Estefan.
- Late Last Night, incisa da Anastacia.
- Lately I, incisa da Faith Evans.
- Leaving's Not Leaving, incisa da LeAnn Rimes.
- Lessons Learned, incisa da Carrie Underwood.
- Let Me Make It Up To You Tonight, incisa da Jody Watley.
- Let's Start With Forever, incisa da Color Me Badd.
- Letting You Go, incisa da Peter André.
- Listen With Your Heart, incisa da CeCe Winans, poi da Anthony Callea e Casey Donovan. Incisa anche come Parlami d'amore dalla cantante italiana Giorgia
- Live For Loving You, scritta con Gloria Estefan e Emilio Estefan Jr., incisa da Gloria Estefan, poi da Johnny Mathis.
- Lonely Is The Night, incisa da Air Supply.
- Look Away, incisa da Chicago.
- Look No Further, incisa da Rozalla.
- Love Always Finds A Reason, incisa da Glenn Medeiros.
- Love And Understanding, incisa da Cher.
- Love Can Do That, incisa da Elaine Paige.
- Love Can Move Mountains, incisa da Céline Dion.
- Love Cuts Deep, incisa da Michael Bolton.
- Love Found Me, incisa da Mónica Naranjo, in spagnolo, "No Cambies Nunca".
- Love Is All That Matters, incisa da Diana Ross, anche in duetto con Brandy.
- Love Is The Power, incisa da Michael Bolton.
- Love Me For Me, incisa da Ashley Tisdale e Jamali.
- Love On A Rooftop, incisa da Ronnie Spector, Cher, Desmond Child.
- Love Will Lead You Back, incisa da Taylor Dayne, poi da Patti LaBelle, Johnny Mathis, Young Divas.
- Lovin' Proof, incisa da Céline Dion, poi da Dusty Springfield.
- Loving You Is All I Know, incisa da The Pretenders

### M
- Make Tonight Beautiful, incisa da Tamia, poi da Patti LaBelle.
- Makin' My Way (Any Way That I Can), incisa da Billie, poi da Wynonna Judd, Marcia Hines, C-Stones.
- Mama, incisa da Laura Branigan.
- Me Leve Com Você, incisa da Sandy & Junior (versione portoghese di Take Me With You (If You Leave)).
- Mi Primer Amor, incisa da Chayanne (versione spagnola di "Wishing On The Same Star").
- Miss Me So Bad, incisa da Son By Four, in spagnolo "Cuando Seas Mía".
- Missing You Now, incisa da Michael Bolton, poi da Johnny Mathis.
- Moonlight Dancing, incisa da The Pointer Sisters, poi da Bette Midler.
- Much Too Much, incisa da Dionne Warwick.
- Music Of My Heart, incisa da Gloria Estefan & 'N Sync.
- Music Of The Sun, incisa da Rihanna.
- My Commitment, scritta con Gary Barlow, incisa da Gary Barlow.
- My First Night With You, scritta con Babyface, incisa da Deborah Cox, poi da Mýa.
- My Heart Stops, incisa da Eric Carmen.
- My Heart's With You, incisa da Air Supply.

### N
- Naked With You, incisa da Maria Lawson.
- Need To Be Next To You, incisa da Leigh Nash, Sara Evans e Bellefire.
- Never An Easy Way, incisa da Overground.
- Never Changing Love, incisa da Shanice.
- Never Get Enough Of Your Love, incisa da Michael Bolton.
- Never Gonna Break My Heart Again, incisa da Deborah Cox.
- New Fire From An Old Flame, incisa da Stephanie Mills, poi da Miki Howard.
- New Love, incisa da Michael Bolton.
- Next Plane Out, incisa da Céline Dion.
- No Fool No More, incisa da En Vogue.
- No Living Without Loving You, incisa da Céline Dion.
- Not A Dry Eye In The House, incisa da Meat Loaf.
- Not Enough Hours In The Night, incisa da After 7.
- Note To God, incisa da JoJo.
- Nothing Broken But My Heart, incisa da Céline Dion, poi da Tracie Spencer.
- Nothing Can Keep Me From You, incisa da Kiss.
- Nothing Hurts Like Love, incisa da Daniel Bedingfield.
- Nothing's Gonna Stop Us Now scritta con Alber Hammond, incisa dai Jefferson Starship.
- Now That I Found You, incisa da Michael Bolton, poi da Tommy Page.
- Now That You Can't Have Me, incisa da Cosima De Vito.
- Numb, incisa dai Pet Shop Boys.

### O
- Once In A Lifetime, incisa da Michael Bolton.
- One Day You Will, incisa da Deborah Cox.
- One In This World, incisa da Haylie Duff.
- One More Mountain (Free Again), incisa da K-Ci & JoJo.
- One Night With You, incisa da Luther Vandross, poi dai C-Note e US5.
- One Night Without You, incisa da Cosima De Vito.
- Only Love, incisa da Susanna Hoffs.
- Ordinary Day, incisa da Nick Lachey.
- Overloved, incisa da Raven-Symoné, poi da Paula DeAnda.

### P
- Painfully Beautiful, incisa da Il Volo.
- Paint It Blue, incisa da Joe Pasquale, poi da Tommy Page.
- Painted On My Heart, incisa da The Cult, dal film Fuori in 60 secondi, poi da Cosima De Vito e Marc Terenzi.
- Places I've Been, incisa da Taylor Hicks.
- Please Remember, incisa da LeAnn Rimes, dal film Le ragazze del Coyote Ugly.
- Pleasure Or Pain, incisa da Michael Bolton.
- Pray For The Love, byincisa da Russell Watson.
- Private Affair, incisa da The Jacksons, poi da Donny Osmond.
- Puedes Llegar, incisa da Voces Unidas (versione spagnola di "Reach" di Gloria Estefan).

### Q
- Quand J'ai Peur De Tout, incisa da Patricia Kaas, incisa con il titolo di Too Lost In You da Sugababes, poi da Cosima De Vito.
- Quién Eres Tú, incisa da Yuri, versione spagnola di "Love Will Lead You Back"

### R
- Reach, scritta con Gloria Estefan, incisa da Gloria Estefan.
- Real, incisa da Donna Allen per il film Lo specialista. In spagnolo, Busco Señales Divinas, incisa da Ainhoa, o No Puedo Estar Sin Ti, incisa da Jon Secada.
- Real Emotion, incisa da Céline Dion.
- Refugio De Amor, incisa da Vanessa Williams e Chayanne (versione spagnola di You Are My Home), dal film Balla con me.
- Rescue, incisa da Uncle Kracker.
- Rosie, scritta con Richie Sambora, Jon Bon Jovi e Desmond Child.
- Rhythm Of The Night, incisa da El Debarge, poi da 911, Elsie Moraïs e Valeria per il film Moulin Rouge!.
- Run Like A River, incisa da Céline Dion, ma mai inserita in un album.

### S
- Sacred Kiss, incisa da Daniela Pedali, dalle Cherry e da Vince Hill.
- Safe Place From The Storm, incisa da Michael Bolton.
- Satisfaction, incisa da Laura Branigan.
- Save Me, scritta con Albert Hammond, incisa da Bonnie Tyler.
- Save Me Tonight, incisa da Mick Jones.
- Save Up All Your Tears, incisa da Bonnie Tyler, poi da Robin Beck e Cher.
- Saving Forever For You, incisa da Shanice, e poi da Nina.
- Say What's In My Heart, incisa da Aaron Neville.
- Set The Night To Music, incisa dai Jefferson Starship, poi da Roberta Flack con Maxi Priest e Johnny Mathis.
- Se te ne vai così, incisa da Alexia.
- Shake Ya Body, incisa da Tyra Banks.
- Sheltered Heart, incisa da David Hasselhoff
- Shine, incisa da Ashanti.
- Show Me The Way Back To Your Heart, incisa da Gloria Estefan, poi da Cosima De Vito, Brian McKnight, Victor Fields e Luis Fonsi, in spagnolo "Dime Cómo Vuelvo A Tener Tu Corazón"
- Silent Partners, incisa da Laura Branigan.
- Sincere, incisa da Nadine Renee.
- So Good To Come Home, incisa da Atlantic Starr, e Ivan Matias.
- So Help Me Girl, incisa da Gary Barlow.
- Solitaire, incisa da Laura Branigan.
- Some Hearts, incisa da Marshall Crenshaw, poi da Maria Arredondo, Eastlife, Kelly Levesque e Carrie Underwood.
- Some Kind of Miracle, incisa da Puff Johnson, poi da Kelly Clarkson.
- Somebody In Your Life, incisa da Peabo Bryson, Jerry Butler, e in spagnolo da Luis Miguel con il titolo"Alguien Como Tú".
- Somebody's Somebody, incisa da Christina Aguilera.
- Someone That You Loved Before, incisa da Eric Carmen e Diana Ross.
- Something To Believe In, incisa da Bill Champlin.
- Soon, incisa da LeAnn Rimes.
- Soul Of My Soul, incisa da Michael Bolton.
- Spanish Guitar, incisa da Toni Braxton e poi da Alexandre Pires in portoghese (A Musa Das Minhas Cançaos).
- Stand In The Fire, incisa da Mickey Thomas.
- State Your Case, incisa da Martina Stavolo.
- Still Here, incisa da Natasha Bedingfield e poi da Jennifer Hudson.
- Stop Steppin' On My Heart, incisa da Eddie Money.
- Stop Time Tonight, incisa da Ricky Martin.
- Strong As Steel, incisa da Five Star, poi da Gladys Knight, Gregory Abbott e Tina Arena.
- Strong, Strong Wind, incisa da Air Supply e Heart.
- Superhuman, incisa da Ginuwine.
- Surrender, incisa da O'Bryan.
- Swear To Your Heart, incisa da Russell Hitchcock, dal film Aracnofobia.
- Sweet Little Persuader, incisa da La Bouche.
- Sweetest Sin, incisa da Jessica Simpson.

### T
- Take It To Heart, incisa da Michael McDonald, poi da Daniel Lindtröm.
- Takin' Back My Heart, incisa da Cher.
- Tan Dentro de Ti, incisa da Sandy & Junior (versione spagnola di Whenever You Close Your Eyes).
- Taste The Tears, incisa da Jason Raize, poi da Amber e Cosima De Vito e poi in greco da Sakis Rouvas("Tha Erthi I Stigmi").
- Tears In The Rain, incisa da Robin Beck, poi da Jennifer Rush e in francese da Mario Pelchat ("Pleurs Dan La Pluie").
- Tell Me Where It Hurts, incisa da Milli Vanilli, C-Note, Tommy Shane Steiner, Kathy Troccoli, M.Y.M.P, Haddaway e Patti LaBelle.
- That's When I'll Stop Loving You, incisa da 'N'Sync.
- The Arms Of The One Who Loves You, incisa dalle Xscape.
- The Closest Thing To Heaven, incisa da Lionel Richie.
- The Day I Stop Loving You, incisa da Oleta Adams, poi da Matt Zarley.
- The Door To Your Heart, incisa da Taylor Dayne con Keith Washington.
- The One I Gave My Heart To, incisa da Aaliyah.
- The One Thing, incisa da Michael Bolton.
- The Only Good Thing, incisa da Joan Jett.
- The Right Kind Of Wrong, incisa da LeAnn Rimes, dal film Le ragazze del Coyote Ugly.
- The Saddest Song I Ever Heard, incisa da For Real, poi da Cherry.
- The Same Love, incisa da The Jets e Exposé.
- The Time Alone With You, incisa da Bad English.
- The Touch, incisa da Ricky Martin.
- There for Me,, incisa da Mariah Carey.
- There Is No Heart That Won't Heal, incisa da Taylor Dayne.
- There You'll Be, incisa da Faith Hill, dal film Pearl Harbor
- There's A Love, incisa da Ivana Spagna.
- These Are The Special Times, incisa da Céline Dion, poi da Christina Aguilera.
- This Could Take All Night, incisa da Boys Club e Joe Pasquale.
- This River, incisa da Michael Bolton.
- Through The Storm, incisa da Aretha Franklin e Elton John.
- Ti Amo, (traduzione dall'originale di Giancarlo Bigazzi ed Umberto Tozzi) incisa da Laura Branigan.
- Til It Happens To You, scritta e incisa con Lady Gaga per il documentario The Hunting Ground.
- Till Somebody Loves You, incisa da Henry Lee Summer.
- Time Will, incisa da Patti LaBelle.
- Time, Love & Tenderness, incisa da Michael Bolton.
- To Get Me To You, incisa da Lila McCann.
- Too Gone, Too Long, incisa da En Vogue.
- Too Many Tears, Too Many Times, incisa da Patti LaBelle.
- Treat Me Right (I'm Yours For Life), incisa da Joss Stone.
- Tu Amor, incisa da No Mercy, poi da Jon B. and RBD.
- Turn On The Night, scritta con Paul Stanley, incisa da Kiss.

### U
- U Can't Touch Me, incisa dalla band polacca C-Stones.
- Un-Break My Heart, incisa da Toni Braxton, poi da Il Divo, Johnny Mathis e Phil Perry.
- Unchained, incisa dai Silent Rage.
- Under Any Moon, incisa da Glenn Medeiros e Elizabeth Wolfgramm, poi da Mary Wilson.
- Unfair, incisa da Josh Kelley.
- Unsaid, incisa da Meat Loaf.
- Unspoken Love, incisa da Paul Michiels.
- Useless, incisa da Greta's Bakery.

### W
- Walk Away, incisa da Michael Bolton e Marc Anthony. Versione francese (Quitte Moi) di Mario Pelchat.
- Was It Something I Didn't Say, incisa da 98 Degrees.
- Water from the Moon, incisa da Céline Dion.
- We All Fall Down, incisa dagli Aerosmith
- We Can, incisa da LeAnn Rimes, dal film "Legally Blonde II" Red, White and Blonde".
- We Don't Know How To Say Goodbye, incisa da Clive Griffin e Christopher Williams.
- We're Not Makin' Love Anymore, incisa da Barbra Streisand, poi da Michael Bolton con Patti LaBelle.
- What Are You Doing With A Fool Like Me, incisa da Joe Cocker.
- What Do I Do With The Love, incisa da Dru Hill.
- What If, incisa da Reba McEntire.
- What If It Was You?", incisa da The 411.
- What Kind Of World Would This World Be, incisa da Cosima De Vito.
- What My Heart Says, incisa da Monica, poi da Cosima De Vito.
- When A Woman Loves, incisa da Patti LaBelle.
- When I Die, incisa da Milli Vanilli e No Mercy.
- When I See You Smile, incisa da Bad English, poi da Uncle Sam e Clay Aiken.
- When I'm Back On My Feet Again, incisa da Michael Bolton.
- When Lovers Become Strangers, incisa da Cher.
- When The Night Comes, incisa da Joe Cocker, scritta con Bryan Adams e Jim Vallance, a volte eseguita dal vivo anche da Bryan Adams.
- When You Cry, incisa da Faith Hill, poi da Marcia Hines.
- When You Walk Away, incisa da Cher
- When Your Eyes Say It, incisa da Britney Spears
- Whenever You Close Your Eyes, incisa da Tommy Page, poi da Robin Beck e Sandy & Junior, scritta con Michael Bolton.
- Whenever You Remember, incisa da Carrie Underwood.
- Where Do I Go From You?, incisa da Jon Secada.
- Where My Heart Will Take Me, conosciuta anche come Faith Of The Heart, incisa da Rod Stewart come "Faith Of The Heart" per il film Patch Adams, da Susan Ashton, e poi da Russell Watson come da Where My Heart Will Take Me.
- Where The Dream Takes You, incisa da Mýa per il film Atlantide. Versione spagnola di Chayanne ("Donde Va Tu Sueño").
- Wherever Would I Be, incisa da Cheap Trick, Henry Lee Summer e Dusty Springfield con Daryl Hall.
- Who Will You Run To, incisa da Heart, poi da Kimberly Caldwell.
- Why Did You Do That?, incisa da Lady Gaga.
- Why Did You Have To Be, incisa da Debelah Morgan, poi da Cristian Castro.
- Why Do We Hurt Each Other, incisa da Patti LaBelle.
- Why Goodbye, incisa da Peabo Bryson, René Froger, Johnny Mathis e Christian Wunderlich.
- Wild Is The Wind, scritta insieme a Jon Bon Jovi, Desmond Child e Richie Sambora, incisa dai Bon Jovi
- Wishing On The Same Star, incisa da Namie Amuro, Girlfriend, Keedy, DJ Company, Myra, Bruno Bessa, Judy Cheeks, e Sandy & Junior con il titolo di "A Estrela Que Mais Brilhar" (portoghese).
- Would I Know, incisa da Céline Dion e Charlotte Church per il film I'll Be There - Mio padre è una rockstar, poi in francese da Chimène Badi (Tellement Beau).
- World Without You, incisa da Belinda Carlisle.
- Wrap U Around Me incisa da Sean Kingston.

### Y
- You Can't Fight Fate, incisa da Taylor Dayne. In francese, "Rien Changer" di Mario Pelchat.
- You Already Did, incisa da Nádine per EMI South Africa.
- You Are My Heaven, incisa da Tommy Page.
- You Are My Home, incisa da Chayanne & Vanessa Williams.
- You Can't Break a Broken Heart, incisa da Kate Voegele.
- You Can't Lose Me, incisa da O-Town, poi da Billy Ray Cyrus.
- You Didn't Have To Hurt Me, incisa da Innosense.
- You Haven't Seen The Last Of Me, incisa da Cher.
- (You Make Me) Rock Hard, scritta con Paul Stanley e Desmond Child, incisa da Kiss.
- You Moved Me, incisa da Francisca per la Capitol South Africa.
- You Pulled Me Through, incisa da Jennifer Hudson.
- You Redeem Me, incisa da Ace Young.
- You Stay With Me, incisa da Ricky Martin.
- You Were Loved, incisa da Whitney Houston, Chiara e Wynonna Judd.
- You Wouldn't Know Love, incisa da Michael Bolton e Cher.
- You'll Never Stand Alone, incisa da Whitney Houston.
- Your Baby Never Looked Good In Blue, incisa da Exposé.
- Your Heart Is Safe With Me, incisa da LFO.
- Your Heart's In Good Hands, incisa da Al Green.
- Your Letter, incisa da 112.
- Your Kiss Can't Lie, incisa da Lindsay Jordan, e da Francisca per la Capitol South Africa.
- Your Lover, incisa dai Lituani C-Stones.
- Your Obsession, incisa da Joanna Pacitti.
- You're The Story Of My Life, incisa da Desmond Child, Judy Cheeks e René Froger.
- You're Where I Belong, incisa da Trisha Yearwood per il film Stuart Little.
- You're Right, I Was Wrong, incisa da Meat Loaf.
- You've Learned To Live Without Me, incisa da Sheena Easton.